# Florin (Californie)
Pour les articles homonymes, voir Florin.
Florin est une census-designated place du comté de Sacramento, en Californie, aux États-Unis. 

## Démographie
| Groupe                           | Florin | Californie | États-Unis |
| -------------------------------- | ------ | ---------- | ---------- |
| Blancs                           | 31,6   | 57,6       | 72,4       |
| Asiatiques                       | 28,6   | 13,1       | 4,8        |
| Afro-Américains                  | 15,8   | 6,2        | 12,6       |
| Autres                           | 14,4   | 17,0       | 6,2        |
| Métis                            | 6,8    | 4,9        | 2,9        |
| Océaniens                        | 1,7    | 0,4        | 0,2        |
| Amérindiens                      | 1,1    | 1,0        | 0,9        |
| Total                            | 100    | 100        | 100        |
|                                  |        |            |            |
| Hispaniques et Latino-Américains | 27,5   | 37,6       | 16,7       |

Selon l'American Community Survey, pour la période 2011-2015, 49,38 % de la population âgée de plus de 5 ans déclare parler anglais à la maison, alors que 18,79 % déclare parler l'espagnol, 6,11 % le hmong, 5,77 % le vietnamien, 4,55 % une langue chinoise, 2,76 % le tagalog, 2,63 % l'hindi, 1,14 % le laotien, 0,64 % l'arabe et 8,22 % une autre langue.
Selon l'American Community Survey, pour la période 2011-2015, 26,5 % de la population vit sous le seuil de pauvreté (15,5 % au niveau national). Ce taux masque des inégalités importantes, puisqu'il est de 33,4 % pour les Afro-Américains, 29,8 % pour les Asio-Américains, 27,3 % pour les Latinos et de 17,0 % pour les Blancs non hispaniques. De plus 37,2 % des personnes de moins de 18 ans vivent en dessous du seuil de pauvreté, alors que 24,2 % des 18-64 ans et 13,1 % des plus de 65 ans vivent en dessous de ce taux.
| 2000   | 2010   | - | - | - | - |
| ------ | ------ | - | - | - | - |
| 27 653 | 47 513 | - | - | - | - |